# Amazonas Nexus
O Amazonas Nexus, também conhecido como Intelsat 46, é um satélite de comunicação geoestacionário espanhol construído pela Thales Alenia Space. Ele está localizado na posição orbital de 61 graus de longitude oeste e é operado pela Hispasat. O satélite foi baseado na plataforma Spacebus-Neo-200 e sua expectativa de vida útil é de 15 anos ou mais.

## História
A Hispasat e a Thales Alenia Space assinaram um contrato para a construção do Amazonas Nexus em janeiro de 2020. O Amazonas Nexus é um satélite de comunicações geoestacionário de alto rendimento que foi projetado para prestar serviço para todo o continente americano, o corredor do Atlântico Norte, bem como a Groenlândia.
O satélite também leva a bordo uma poderosa carga útil de 800 MHz na banda Ku para a Tele Greenland A/S, especialmente projetada para fornecer acesso à internet em todas as cidades e aldeias remotas no norte e leste da Groenlândia. Essa capacidade também permite fornecer serviços corporativos para mineradoras e serve como sistema de backup para restaurar os serviços de comunicação em situações de emergência. A missão dedicada é conhecida como Greensat.
Além disso, hospeda a missão Pathfinder 2 da Força Espacial dos Estados Unidos e do Missile Systems Center. O projeto é liderado pela Artel. A missão Pathfinder 2 inclui uma carga útil de 108 MHz de capacidade espacial com níveis rigorosos de proteção de overdrive que atendem aos exigentes requisitos de segurança do Departamento de Defesa dos Estados Unidos.
Em março de 2023, a Intelsat adquiriu uma quantidade significativa de capacidade para atender à demanda por conectividade no continente americano. A empresa alugou a capacidade de banda Ku de alto rendimento do satélite da Hispasat para clientes nos Estados Unidos, Brasil e Oceano Atlântico Norte. Essa capacidade é chamada de Intelsat 46.

## Lançamento
O satélite foi lançado com sucesso ao espaço em 7 de fevereiro de 2023, às 01:32 UTC, por meio de um veiculo Falcon 9 Block 5, que foi lançado a partir da Estação da Força Aérea de Cabo Canaveral. Ele tinha uma massa de lançamento de 4.500 kg.

## Capacidade e cobertura
O Amazonas Nexus está equipado carga útil HTS de banda Ku para atender as rotas aeronáuticas no continente americano e no Atlântico Norte, bem como carga útil de banda Ka para comunicações substituindo o satélite Amazonas 2.